# ISO/CEI 80000

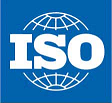
Logo de ISO

L'ISO/CEI 80000 est un ensemble de normes internationales promu à la fois par l'Organisation internationale de normalisation (ISO) et la Commission électrotechnique internationale (CEI). Ces normes introduisent le Système international de grandeurs (International System of Quantities, ISQ) et lient ce dernier avec le Système international d'unités (SI).
Ces normes forment un guide d'utilisation des unités de mesure des grandeurs physiques et des formules qui y sont rattachées. Les notations mathématiques et scientifiques des écoles et universités de la plupart des pays suivent ces normes.

## Normes
L'ensemble est constitué de 13 normes :
| Norme             | Année | Nom                                                                   | Remplace                                              | Statut      |
| ----------------- | ----- | --------------------------------------------------------------------- | ----------------------------------------------------- | ----------- |
| ISO 80000-1 (en)  | 2009  | générale                                                              | ISO 31-0 (en), CEI 60027-1 et CEI 60027-3             | en révision |
| ISO 80000-2       | 2019  | signes et symboles mathématiques utilisés en sciences et technologies | ISO 31-11, CEI 60027-1                                |             |
| ISO 80000-3 (en)  | 2006  | espace et temps                                                       | ISO 31-1 (en) et ISO 31-2 (en)                        | en révision |
| ISO 80000-4 (en)  | 2006  | mécanique                                                             | ISO 31-3 (en)                                         | en révision |
| ISO 80000-5 (en)  |       | thermodynamique                                                       | ISO 31-4 (en)                                         | en révision |
| CEI 80000-6 (en)  |       | électromagnétisme                                                     | ISO 31-5 (en), CEI 60027-1                            |             |
| ISO 80000-7 (en)  |       | lumière                                                               | ISO 31-6 (en)                                         | en révision |
| ISO 80000-8 (en)  | 2007  | acoustique                                                            | ISO 31-7 (en)                                         | en révision |
| ISO 80000-9       |       | chimie-physique et physique moléculaire                               | ISO 31-8 (en)                                         | en révision |
| ISO 80000-10      |       | physique atomique et nucléaire                                        | ISO 31-9 (en) et ISO 31-10 (en)                       | en révision |
| ISO 80000-11      |       | nombres caractéristiques (en)                                         | ISO 31-12 (en)                                        | en révision |
| ISO 80000-12      |       | physique du solide                                                    | ISO 31-13 (en)                                        | en révision |
| CEI 80000-13 (ja) | 2008  | sciences de l'information et technologie                              | clauses 3,8 et 3,9 de CEI 60027-2:2005 et CEI 60027-3 |             |